# Józef Kopeć (duchowny)
Józef Kopeć (ur. 20 sierpnia 1912 w Racławicach k. Niska, zm. 12 lipca 1944 w Borownicy) – polski duchowny rzymskokatolicki. 
W 1931 r. zdał maturę w gimnazjum w Nisku i wstąpił do Wyższego Seminarium Duchownego w Przemyślu. W 1939 r. przyjął święcenia kapłańskie w katedrze w Przemyślu. Pierwszą jego placówką była parafia w Rokietnicy, gdzie pełnił posługę wikarego. Po wybuchu II wojny światowej zaangażował się w działalność niepodległościową, zostając kapelanem Armii Krajowej. W 1942 r. przeniesiony do parafii w Wesołej k. Dynowa. Po roku ponownie przeniesiony, gdyż groziło mu aresztowanie przez Niemców. 20 września 1943 roku został administratorem parafii Najświętszego Serca Jezusowego w Borownicy. 12 lipca 1944 r. został przez członków UPA zastrzelony na plebanii. 
Ks. Józef Kopeć został pochowany na cmentarzu w Dynowie. 

## Upamiętnienie
Jego imię wypisane jest na tablicy pamiątkowej w katedrze w Przemyślu oraz na pomniku w Czerwonej Wodzie k. Węglińca, upamiętniającym polskich księży rzymskokatolickich, pomordowanych w latach 1939–1947 przez nacjonalistów ukraińskich.